# 形势与政策
形势与政策是中華人民共和國高等教育學校內開設的一門與思想政治教育有關的課程。1987年5月，中共中央《关于改进和加强高等学校思想政治工作的决定》指出，為了要讓學生擁護中國共產黨，理解中國共產黨的路线、方针和政策，於是開展形势政策教育 。同年10月，中华人民共和国国家教育委员会出台《关于高等学校思想教育课程建设的意见》规定， 形势與政策课是高等学校思想教育课程的必修课之一。1996年10月，中华人民共和国国家教育委员会下发了《关于进一步加强高等学校形势与政策课程建设的意见》要求形势与政策课要保证平均每周不少于一学时，实行学年考核制度，成绩列入学生成绩册。基本上各高等院校開設的形勢與政策總學時不低於8課時，而且學分不低於2分。